# Acilius
Acilius is een geslacht van kevers uit de familie  waterroofkevers (Dytiscidae).
Het geslacht is voor het eerst wetenschappelijk beschreven in 1817 door Leach.

## Soorten
Het geslacht omvat de volgende soorten:
- Acilius abbreviatus Aubé, 1838
- Acilius athabascae Larson, 1975
- Acilius canaliculatus (Nicolai, 1822)
- Acilius confusus Bergsten, 2006
- Acilius duvergeri Gobert, 1874
- Acilius florissantensis Wickham, 1909
- Acilius fraternus (Harris, 1828)
- Acilius japonicus Brinck, 1939
- Acilius kishii Nakane, 1963
- Acilius mediatus (Say, 1823)
- Acilius oeningensis (Heer, 1847)
- Acilius praesulcatus Lomnicki, 1894
- Acilius semisulcatus Aubé, 1838
- Acilius sinensis Peschet, 1915
- Acilius sulcatus (Linnaeus, 1758)
- Acilius sylvanus Hilsenhoff, 1975